# Списак Кубанаца
Ово је листа имена познатих Кубанаца

## Уметници
- Вилфредо Лам, сликар
- Алберто Корда, фотограф
- Амелија Пелаез, сликарка

## Музичари
- Лео Брувер
- Ибрахим Ферер
- Омара Портуондо
- Компај Сегундо

Кубанци у САД
- Глорија Естефан
- Селија Круз

## Спортисти
- Хосе Кансеко, играч бејзбола
- Жоел Казамајор, боксер
- Кид Шоколате, боксер
- Мери Џо Фернандез, тенисерка
- Кид Гавилан, боксер
- Алберто Хуанторена, атлетичар
- Хосе Наполес, боксер
- Бени Парет, боксер
- Иван Педрозо, првак света у скоку у даљ
- Шугар Рамос, боксер
- Феликс Савон, боксер
- Гиљермо Ригондо, боксер
- Ана Фиделија Киро, атлетичарка
- Ослеидиз Менендез, атлетичарка
- Ипси Морено, атлетичарка
- Миреља Луис, одбојкашица
- Омар Линарес, играч бејзбола
- Хавијер Сотомајор, атлетичар
- Теофило Стивенсон, боксер
- Зоило Версаљес, играч бејзбола

## Политичари
- Хосе Марти (1853-1895), песник и борац за независност
- Педро Фигуередо композитор кубанске химне
- Фулхенцио Батиста (1901-1973), диктатор
- Фидел Кастро (1926-2016), политичар и револуционар
- Раул Кастро (*1934), политичар и револуционар (Фиделов брат)
- Ернесто Че Гевара (1928-1967), револуционар (рођени Аргентинац)
- Камило Сјенфуегос (1932-1959), револуционар
- Хуан Алмеида (*1927), револуционар
- Селија Санчез (1920-1980), револуционар и политичар
- Пол Лафарг француски комуниста, рођен на Куби
- Марија Тереза Местре Велика Војвоткиња Луксембурга

## Писци
- Реиналдо Аренас
- Гиљермо Кабрера Инфанте, добитник Награде Сервантес 1997. године
- Николас Хуиљен
- Хосе Марти, песник и револуционар

## Филм, позориште и ТВ
- Алисија Алонсо, примабалерина и кореограф
- Хорхе Луис Санчез, режисер
- Томас Гутијерез Алеа, режисер

Кубанци у САД
- Деси Арназ, глумица, холивудска звезда 50-их
- Енди Гарсија, глумац

## Научници
- Луис Алварез, физичар (добитник Нобелове награде 1967)
- Карлос Финлеј, епидемиолог
- Хуан Гундлах, природњак

## Остале личности
- Хосе Раул Капабланка, бивши светски првак у шаху
- Грегорио Фуентес, рибар, инспирација Е. Хемингвеја за новелу Старац и море
- Арналдо Мендез, космонаут
- Елијан Гонзалез, дечак, предмет спора године 2000. око права сртаратељства у САД